# Neocanthidium
Neocanthidium là một chi bọ cánh cứng thuộc họ Scarabaeidae.